# Береговые ласточки
Береговые ласточки (лат. Riparia) — род птиц семейства ласточковых. Включает 6 видов.

## Описание
Оперение серовато-бурое сверху и белое снизу. Береговая ласточка более крупная, чем малая ласточка. Длина тела береговушки достигает 13 см. Береговая ласточка имеет бурую полоску на груди. Перелётные птицы. Селятся колониями по обрывисты берегам водоёмов. Гнездо устраивают в норке достигающей 50 см. В кладке 4-6 яиц. Насиживают оба родителя 18-22 дня. Питаются насекомыми.

## Классификация
Род насчитывает 6 видов птиц:
- Riparia riparia — Береговая ласточка
- Riparia paludicola — Малая береговая ласточка
- Riparia cowani
- Riparia chinensis
- Riparia congica — Песчаная береговая ласточка
- Riparia diluta — Бледная береговушка

Иногда упоминают вид Riparia cincta, но он в настоящее время чаще включается в другой род и известен как Neophedina cincta.